# Мукополисахаридоза тип I H
Мукополисахаридозе тип I H (скраћено MPS тип I H) позната и као Хурлеров синдром је тежак облик мукополисахаридозе тип I болести из група наследних поремећаја узрокованих недостатком специфичних лизозомских ензима укључених у деградацију гликозаминогликанa (скраћено GAGs ) или мукополисахарида. Акумулација делимично деградираних продуката ГАГ-а изазива сметње у ћелији, ткиву и нарушава функције појединих органа.
Недостатак алфа-Л-идуронидазе може довести до широког спектра фенотипског ангажовања са три главна призната клиничка субјекта: Хурлеров синдром (MПС тип I H; 607014), Hurler-Scheie синдром (МПС I H-S; 607015), и Scheie синдром (MPS тип I S). Хурлеров и Scheie синдром представљају два различита фенотипа МПС тип I синдрома — на тежем (МПС I H) и лакшем (МПС тип I S) крају клиничког спектра, док је Hurler-Scheie синдром (MPS тип I S-H) трећи или интермедијерни облик у фенотипској експресији.

## Синоними
Мукополисахаридозе тип I (I H, I H-S, I S) — MPS I (I H, I H-S, I S) — Хурлеров синдром — Дефицијенција Алфа-L-индиронидазе — Hurler-Scheie синдром.

## Историја
Најтежи облик мукополисахаридозе тип I, који укључује замагљивање рожњаче, абнормалности скелета и менталну ретардацију, добио је назив Хурлеров синдром по немачкој педријатрици Гертруди Хурлер, која је прва описала поремећај 1919. године.
Године 1962, амерички лекар Harold Glendon Scheie (1909–1990), идентификово је блажу варијанту Хурлеровог синдрома, МПС тип IS која је по њему названа Scheie синдром.
McKusick, V. A. и сар. (1972) предложили су да се Хурлеров синдром назове — мукополисахаридоза тип I H (скраћено МПС тип I H) а Scheie синдром — мукополисахаридоза тип I S (скраћено МПС тип I S).
Године 1985. Рубичек и сар. приказали су пет пацијената са недостатком алфа-Л-идуронидазе и фенотипом који је атипичан за Хурлеров синдром и Scheie синдром. Међу разним могућим објашњењима за овај фенотип, они су прихватили тумачење која се заснива на постојању генетичких варијанти за неке од случајева, које су узроковане различитим мутацијама.

## Епидемиологија
Учесталост
Како недостају прецизнеи подаци за инциденцу мукополисахаридоза тип I H у САД, процењена инциденција је око 1 случај на 100.000 рођених.
Преваленца мукополисахаридозе тип I H у Енглеској и Велсу (од 1981. до 2003. године) износила је 1,07 случајева на 100.000 рођених.
Морталитет / Морбидитет
Животни век болесника са мукополисахаридозом типа I H креће се од смрти у раном детињству код најтежих облика до оне у одраслеих особа са најблажом варијантом.
Раса
Мукополисахаридоза тип I H се наслеђује аутозомним рецесивним начином и погађа оба пола.

## Етиологија
MPS тип I H је узрокован мутацијама у IDUA гену (4p16.3) што доводи до парцијалног недостатка ензима алфа-Л-идуронидазе и лизозомске акумулације дерматан сулфата и хепаран сулфата.

## Клиничка слика
Симптоми се најчешће јављају после 5 година, али су тако благи да се дијагноза често не узима у обзир све до 10 године или одрасле доби.
- Пацијенти су скоро нормалне висине и не показују интелектуални недостатак.
- Замућење рожњаче се одвија прогресивно и дифузно, обично после четврте године живота.
- Глауком је чешћи него код Хурлеровог синдрома
- Пацијенти су благо измењеног изглда лица, укључујући и велика уста са дебелим уснама.
- Често је присутна ринореја и неуросензуални губитак слуха,
- Зглобови су крути (због контрактура), и прате их благе промене скелета и синдром карпалног тунела.

У тежим облицима може се јавити:
- болест аортног залистка,
- компресија цервикалне кичмене мождине, изазвана инфилтрацијом гликозаминогликана у дури, што може довести до спастичне паресије, ако се не поправи неурохируршким интервенцијама.

## Дијагноза
Рана дијагноза је тешка због првих неспецифичних клиничких симптома, али је од суштинског значаја за хитно иницирање третмана.
Дијагноза се заснива на детекцији повећаног излучивања у мокраћи хепаран сулфата и дерматан сулфата и генетским тестовима. Тестирање са заснива на примени бојења метилен плавим и GAG електрофорези, и доказивању недостатка ензима у леукоцитима и фибробластима.
Пошто је у мукополисахаридози тип I H- нападнута већина органа који су код деце у фази формирања, важно је пратити све потенцијалне компликације, најмање једном годишње након потврде дијагнозе. Ови прегледи треба да укључују неуролошку процену и процену функција очију, слуха, срца, плућа, скелета и зуба. Понекад су потребни рендгенски снимци или друге додатне дијагностичке методе за извођење ових контролних испитивања.

### Пренатална дијагноза
Пренатална дијагноза мукополисахаридоза тип I H, данас је могућа уз помоћу амниоцентезе и узорковања слоја ткива у ембриону (биопсијом хорионских ресица). Дијагноза мора бити потврђена пре 11 недеља гестације.

## Диференцијална дијагноза
Диференцијално дијагностички треба имати у виду следеће болести:
- Хантеров синдром (Мукополисахаридозу тип II)
- Санфилипов синдром (Мукополисахаридозу тип III)
- Morquio синдром (Мукополисахаридозу тип IV)
- Maroteaux-Lamy синдром (Мукополисахаридозу тип VI)
- Sly синдром (Мукополисахаридозу тип VII)

## Терапија
Лечење се спроводи заменском ензимском терапијом - хуманом рекомбинантном алфа-L-идуронидазом уз супортивне мере зависно од врсте присутних симптома, или трансплантацијом коштане сржи Најбољи резултати терапије се постижу уколико је лечење започето рано, пре наступања иреверзибилних промена.

### Ензимска терапија
Ензимска заменска терапија се заснива на примени хумане рекомбинантне алфа-L-идуронидазе, у
недељној инфузији, како би се осигурала одговарајућа количина ензима потребна организму за побољшање укупног квалитета живота.
Тњеапија се показала ефикасном за побољшање фунција зглобова, функција плућа и побољшање општег здравља. Међутим, не треба очекивати да же заменска терапија ензима да смањењи ефекате поремећаја на очим и срчаним залистцима. Такође нема доказа да се акумулација МПС супстанце у мозгу спречава или смањује, јер ензим не прелази крвно-мождану баријеру. Студије су у току како би се утврдило да ли се акумулације у кичми могу спречити применом лека директним убризгавањем у кичмену течност. Међутим за то су потребне даље студије и дуже праћење за правилну процену ефикасности терапије ензимима директно у крвоток или кичмену течност.

### Симптоматска терапија
Симптоматски и подржавајући третман може захтвати координиране напоре тима специјалиста:
- Педијатра (неуролога), који процењују и лечи поремећаје нервног система),
- Ортопдеда који дијагностикују и лече скелетне абнормалности
- Педијатра (кардиолога), који дијагностикују и лече срчане абнормалности
- Физиотерапеута и/или осталих здравствених радника који требају бити систематски и свеобухватно ангажовани у лечењу оболелог детета.
- Медицинске генетске, чије јсаветодавнане услуге могу бити корисне за мајке и породицу.